# DJ Qualls
DJ Qualls, właśc. Donald Joseph Qualls (ur. 12 czerwca 1978 w Nashville) – amerykański aktor.
Za rolę Shelby’ego wraz z całą obsadą dramatu kryminalnego Pod prąd (Hustle & Flow, 2005) był nominowany do nagrody Gildii Aktorów Ekranowych za wybitny występ filmowego zespołu aktorskiego.

## Wczesne lata
Urodził się w Nashville w stanie Tennessee jako jedno z pięciorga dzieci Debbie i Donniego Quallsów. Jego rodzina miała korzenie angielskie, irlandzkie, szkockie i niemieckie. Dorastał w Manchester w Tennessee i uczęszczał do szkoły w pobliskim mieście Tullahoma. Gdy miał czternaście lat zdiagnozowano u niego ziarnicę złośliwą. Po trwającym dwa lata leczeniu obejmującym radioterapię i chemioterapię oraz szereg operacji, w trakcie których m.in. usunięto mu śledzionę, udało mu się wrócić do zdrowia. W 1995 ukończył Coffee County Central High School, gdzie był aktywnym członkiem zespołu Red Raider Band. Studiował literaturę angielską w King’s College London. Wrócił do Tennessee, zapisując się na Belmont University w Nashville, gdzie również zaczął grać w lokalnym zespole teatralnym.

## Kariera
W 1994 zaczął szukać pracy w branży filmowej. Zaczynał jako statysta w dramacie sensacyjnym HBO Bunt (Against the Wall) w reżyserii Johna Frankenheimera. W 1998 dostał niewielką rolę Jasona w miniserialu CBS Rodzina Flory (Mama Flora’s Family), będącym adaptacją powieści historycznej autorstwa Alexa Haleya i Davida Stevensa. W tym czasie również brał udział w teatrze społecznym. Po przesłuchaniu do jednolinijkowego tekstu do komedii Ostra jazda (Road Trip, 2000) w reż. Todda Phillipsa został poproszony o przybycie z biura w Atlancie na spotkanie z producentem Ivanem Reitmanem w Kalifornii. Zadebiutował w Ostrej jeździe jako nieśmiały dziewiczy Kyle Edwards. Wkrótce podjął pracę modela dla Prady oraz fotografów Stevena Kleina i Davida LaChappelle; brał udział w licznych kampaniach reklamowych.
Wystąpił w teledyskach do utworów: „Pinch Me” (2000) zespołu Barenaked Ladies, „Mr. E’s Beautiful Blues” (2000) formacji Eels, „I’m Just a Kid” (2002) grupy Simple Plan i „Boys” (2002) Britney Spears.

## Życie prywatne
W styczniu 2020 na swoim koncie na Twitterze dokonał publicznego coming outu i ujawnił swój homoseksualizm.
Z uwagi na swoje przeżycia z dzieciństwa wspiera finansowo badania nad walką z rakiem.

## Filmografia

### Filmy
- 2000: Ostra jazda jako Kyle Edwards
- 2000: Krew niewinnych jako Wally
- 2001: Chasing Holden jako Neil Lawrence
- 2002: Wielkie kłopoty jako Andrew
- 2002: Comic Book Villains jako Archie
- 2002: Nowy jako Dizzy Gillespie Harrison / Gil Harris
- 2002: Kowboje i idioci jako Junior
- 2003: Jądro Ziemi jako Theodore Donald „Rat” Finch
- 2005: Pod prąd jako Shelby
- 2005: Little Athens jako Corey
- 2006: Jestem Reed Fish jako Andrew
- 2006: Oddział specjalnej troski jako Everett Shackleford
- 2008: Znajomi nieznajomi (Familiar Strangers) jako Kenny Worthington
- 2008: The Company Man (film krótkometrażowy) jako chłopak
- 2009: Wszystko o Stevenie jako Howard
- 2009: Ostatni dzień lata (Last Day of Summer) jako Joe
- 2009: Ostra jazda: Piwny Ping Pong (Road Trip: Beer Pong) jako Kyle Edwards
- 2011: W pogoni za Holdenem jako Neil
- 2012: Sekrety małych mieszkań jako Artie
- 2013: Kroniki lombardu jako JJ

### Seriale
- 2002: Hoży doktorzy jako Josh
- 2000: Zagubieni (Lost) jako Johnny
- 2005: Prawo i porządek: Zbrodniczy zamiar jako Robie Boatman
- 2005: Zabójcze umysły jako Richard Slessman
- 2006: Detektyw Monk jako Rufus / Komputerowy maniak
- 2006: CSI: Kryminalne zagadki Las Vegas jako Henry Garden
- 2007: Wzór jako Anthony Braxton
- 2007: Na imię mi Earl (My Name Is Earl) jako Ray-Ray
- 2007: Teoria wielkiego podrywu jako Toby Loobenfeld
- 2009: Breaking Bad jako Getz
- 2010: Gliniarz z Memphis jako Davey Sutton
- 2013: Hawaii Five-0 jako Marshall Demps
- 2013: Pułapki umysłu jako agent Rudy Fleckner
- 2013–2014: Legit jako Billy Nugent
- 2014–2018: Z Nation jako Obywatel Z
- 2015–2018: Człowiek z Wysokiego Zamku jako Ed McCarthy
- 2017: Fargo jako Golem